# Co Adriaanse
Jacobus Adriaanse (Amsterdam, 21 de juliol de 1947), més conegut com a Co Adriaanse, és un exfutbolista i entrenador de futbol neerlandès.

## Carrera professional

### Com a futbolista
La carrera professional d'Adriaanse no passà de jugar en tan sols dos clubs del seu país, el De Volewijckers i l'FC Utrecht, on va jugar 176 partits des 1970 a 1976.

### Com a entrenador
La seva trajectòria com a entrenador va ser una de les més fructíferes en la seva carrera. El 1984 va entrenar l'FC Zwolle, amb el qual va aconseguir l'ascens a l'Eredivisie el 1986. Tres anys després va aconseguir un altre ascens, però amb l'ADO Den Haag. Amb aquest club va estar en l'elit fins a 1992, any en què el club va perdre la categoria.
El 1992 s'encarregà del filial de l'Ajax Amsterdam, el Jong Ajax. Posteriorment va exercir d'entrenador en clubs com el Willem II, l'Ajax Amsterdam, AZ Alkmaar, FC Porto, Metalurg Donetsk, al-Sadd i el Red Bull Salzburg.
El maig de 2010 entrenà la selecció de Qatar Sub 20 al Torneig Esperances de Toulon

## Trajectòria

### Com a jugador
- 1964-1970: De Volewijckers
- 1970-1976: FC Utrecht

### Com a entrenador
- 1984-1988: FC Zwolle
- 1988-1992: ADO Den Haag
- 1992-1997: Jong Ajax
- 1997-2000: Willem II Tilburg
- 2000-2001: Ajax Amsterdam
- 2002-2005: AZ Alkmaar
- 2005-2006: FC Porto
- 2006-2007: Metalurg Donetsk
- 2007: Al-Sadd SC
- 2008-2009: FC Red Bull Salzburg
- 2010:Selecció de Qatar sub-20
- 2011:Football Club Twente

## Palmarès

### Com a entrenador
- Ascens amb el FC Zwolle: 1986
- Ascens amb el Den Haag: 1989
- Campió de la lliga portuguesa: 2006
- Campió de la Copa de Portugal: 2006
- Campió de la Bundesliga austríaca: 2009